# Mistrzostwa Europy w Pływaniu na krótkim basenie 2006
14. Mistrzostwa Europy w Pływaniu na krótkim basenie 2006 odbyły się w Helsinkach w Finlandii pod patronatem Europejskiej Federacji Pływackiej (LEN – Ligue Européenne de Natation). Trwały od 7 do 10 grudnia. 
Mistrzostwa te odbyły się po raz pierwszy w Finlandii.

## Klasyfikacja medalowa
| Klasyfikacja medalowa Po zakończeniu mistrzostw. |                 |   |   |   |     |
| Lp.                                              | Państwo         | Z | S | B | R-m |
| 1                                                | Niemcy          | 6 | 6 | 3 | 15  |
| 2                                                | Francja         | 5 | 3 | 3 | 11  |
| 3                                                | Włochy          | 4 | 3 | 2 | 9   |
| 4                                                | Rosja           | 4 | 1 | 4 | 9   |
| 5                                                | Polska          | 3 | 5 | 4 | 12  |
| 6                                                | Ukraina         | 3 | 4 | 1 | 8   |
| 7                                                | Szwecja         | 3 | 3 | 3 | 9   |
| 8                                                | Holandia        | 2 | 3 | 1 | 6   |
| 8                                                | Węgry           | 2 | 3 | 1 | 6   |
| 10                                               | Wielka Brytania | 1 | 2 | 5 | 8   |
| 11                                               | Finlandia       | 1 | 1 | 1 | 3   |
| 12                                               | Serbia          | 1 | 1 | 0 | 2   |
| 12                                               | Słowenia        | 1 | 1 | 0 | 2   |
| 14                                               | Hiszpania       | 1 | 0 | 1 | 2   |
| 15                                               | Chorwacja       | 1 | 0 | 0 | 1   |
| 16                                               | Litwa           | 0 | 2 | 0 | 2   |
| 17                                               | Norwegia        | 0 | 0 | 2 | 2   |
| 17                                               | Słowacja        | 0 | 0 | 2 | 2   |
| 19                                               | Białoruś        | 0 | 0 | 1 | 1   |
| 19                                               | Grecja          | 0 | 0 | 1 | 1   |
| 19                                               | Islandia        | 0 | 0 | 1 | 1   |
| 19                                               | Izrael          | 0 | 0 | 1 | 1   |
| 19                                               | Rumunia         | 0 | 0 | 1 | 1   |

## Reprezentacje
W Mistrzostwach Europy udział wzięły 34 reprezentacje narodowe zrzeszone w LEN.
| - Armenia - Austria - Belgia - Białoruś - Bośnia i Hercegowina - Bułgaria - Chorwacja - Cypr - Czechy | - Dania - Estonia - Finlandia - Francja - Grecja - Hiszpania - Holandia - Irlandia - Islandia | - Izrael - Litwa - Niemcy - Norwegia - Polska - Portugalia - Rosja - Rumunia - Serbia | - Słowacja - Słowenia - Szwecja - Turcja - Ukraina - Węgry - Wielka Brytania - Włochy |

## Reprezentacja Polski na ME
Na Mistrzostwa Europy kwalifikację uzyskało 19 polskich zawodników (5 pływaczek i 14 pływaków).
| Kobiety: - Katarzyna Baranowska (MKP Szczecin) - Otylia Jędrzejczak (AZS AWF Warszawa) - Beata Kamińska (AZS AWFiS Gdańsk) - Iwona Prędecka (Unia Oświęcim) - Aleksandra Urbańczyk (Trójka Łódź) | Mężczyźni: - Marcin Babuchowski (Trójka Łódź) - Łukasz Drzewiński (AZS AWF Warszawa) - Łukasz Gąsior (Polonia Warszawa) - Łukasz Gimiński (AZS AWF Warszawa) - Maciej Hreniak (Ruch Grudziądz) - Paweł Korzeniowski (AZS AWF Warszawa) - Sławomir Kuczko (AZS AWF Warszawa) - Mateusz Matczak (Trójka Łódź) - Michał Rokicki (AZS AWF Warszawa) - Mateusz Sawrymowicz (MKP Szczecin) - Przemysław Stańczyk (MKP Szczecin) - Mariusz Winogrodzki (Polonia Warszawa) - Sławomir Wolniak (Unia Oświęcim) - Łukasz Wójt (PZP) |

## Wyniki
| Konkurencja:       | Złoto:                                                                           | Czas        | Srebro:                                                                           | Czas     | Brąz:                                                                                    | Czas     |
| Styl grzbietowy    |                                                                                  |             |                                                                                   |          |                                                                                          |          |
| Mężczyźni 50 m     | Helge Meeuw · Niemcy                                                             | 0:23,70     | Thomas Rupprath · Niemcy                                                          | 0:23,92  | Ľuboš Križko Słowacja                                                                    | 0:24,19  |
| Kobiety 50 m       | Janine Pietsch · Niemcy                                                          | 0:27,32     | Irina Amszennikowa Ukraina                                                        | 0:27,44  | Anna Gostomelski Izrael                                                                  | 0:27,50  |
| Mężczyźni 100 m    | Arkadij Wiatczanin Ukraina                                                       | 0:51,11     | Helge Meeuw · Niemcy                                                              | 0:51,16  | Thomas Rupprath · Niemcy                                                                 | 0:52,02  |
| Kobiety 100 m      | Laure Manaudou · Francja                                                         | 0:57,87     | Antje Buschschulte · Niemcy                                                       | 0:58,20  | Iryna Amszennikowa Ukraina                                                               | 0:59,03  |
| Mężczyźni 200 m    | Arkadij Wiatczanin Rosja                                                         | 1:49,98 ER  | Helge Meeuw · Niemcy                                                              | 1:53,45  | Răzvan Florea Rumunia                                                                    | 1:53,71  |
| Kobiety 200 m      | Kirsty Balfour · Wielka Brytania                                                 | 0:30,43     | Anne Poleska · Niemcy                                                             | 0:30,88  | Beata Kamińska · Polska                                                                  | 0:30,98  |
| Styl motylkowy     |                                                                                  |             |                                                                                   |          |                                                                                          |          |
| Mężczyźni 50 m     | Alexei Puninski Chorwacja                                                        | 0:23,21     | Thomas Rupprath · Niemcy                                                          | 0:23,34  | Örn Arnarson Islandia                                                                    | 0:23,55  |
| Kobiety 50 m       | Therese Alshammar Szwecja                                                        | 0:25,36 CR  | Inge Dekker Holandia                                                              | 0:25,65  | Anna-Karin Kammerling Szwecja                                                            | 0:25,92  |
| Mężczyźni 100 m    | Milorad Čavić Serbia                                                             | 0:50,63     | Peter Mankoč Słowenia                                                             | 0:50,78  | Nikołaj Skworcow Rosja                                                                   | 0:50,17  |
| Kobiety 100 m      | Antje Buschschulte · Niemcy                                                      | 0:56,94     | Inge Dekker Holandia                                                              | 0:57,19  | Martina Moravcová Słowacja                                                               | 0:57,69  |
| Mężczyźni 200 m    | Paweł Korzeniowski · Polska                                                      | 1:52,33     | László Cseh Węgry                                                                 | 1:53,08  | Nikołaj Skworcow Rosja                                                                   | 1:53,10  |
| Kobiety 200 m      | Otylia Jędrzejczak · Polska                                                      | 2:04,94 ER  | Beatrix Boulsevicz Węgry                                                          | 2:06,73  | Jessica Dickons · Wielka Brytania                                                        | 2:07,36  |
| Styl dowolny       |                                                                                  |             |                                                                                   |          |                                                                                          |          |
| Mężczyźni 50 m     | Eduard Lorente · Hiszpania                                                       | 0:21,53     | Milorad Čavić Serbia                                                              | 0:21,60  | Julien Sicot · Francja                                                                   | 0:21,68  |
| Kobiety 50 m       | Marleen Veldhuis Holandia                                                        | 0:23,69 CR  | Therese Alshammar Szwecja                                                         | 0:23,76  | Hanna-Maria Seppälä Finlandia                                                            | 0:24,57  |
| Mężczyźni 100 m    | Filippo Magnini · Włochy                                                         | 0:46,81     | Stefan Nystrand Szwecja                                                           | 0:47,05  | Alain Bernard · Francja                                                                  | 0:47,24  |
| Kobiety 100 m      | Marleen Veldhuis Holandia                                                        | 0:52,41 CR  | Alena Popchanka · Francja                                                         | 0:52,91  | Josefin Lillhage Szwecja                                                                 | 0:53,09  |
| Mężczyźni 200 m    | Filippo Magnini · Włochy                                                         | 1:42,54     | Massimiliano Rosolino · Włochy                                                    | 1:44,17  | Paweł Korzeniowski · Polska                                                              | 1:44,41  |
| Kobiety 200 m      | Alena Popchanka · Francja                                                        | 1:54,25 ER  | Otylia Jędrzejczak · Polska                                                       | 1:54,39  | Josefin Lillhage Szwecja                                                                 | 1:54,75  |
| Mężczyźni 400 m    | Jurij Priłukow Rosja                                                             | 3:39,02     | Przemysław Stańczyk · Polska                                                      | 3:39,92  | Paweł Korzeniowski · Polska                                                              | 3:40,40  |
| Kobiety 400 m      | Laure Manaudou · Francja                                                         | 3:56,09 WR  | Federica Pellegrini · Włochy                                                      | 3:59,96  | Joanne Jackson · Wielka Brytania                                                         | 4:01,48  |
| Kobiety 800 m      | Laure Manaudou · Francja                                                         | 8:12,24     | Anastasia Iwanienko Rosja                                                         | 8:18,09  | Erika Villaecija · Hiszpania                                                             | 8:20,09  |
| Mężczyźni 1500 m   | Jurij Priłukow Rosja                                                             | 14:16,13 ER | Mateusz Sawrymowicz · Polska                                                      | 14:28,43 | Sebastien Rouault · Francja                                                              | 14:39,06 |
| Mężczyźni 4 × 50 m | Stefan Nystrand Petter Stymne Marcus Piehle Jonas Tilly Szwecja                  | 1:24,89 WR  | Frederick Bousquet · Julien Sicot · David Maitre · Alain Bernard · Francja        | 1:25,16  | Johan Kenkhuis Bas van Velthoven Robin van Aggele Mitja Zastrow Holandia                 | 1:26,03  |
| Kobiety 4 × 50 m   | Magdalena Kuras Therese Alshammar Anna-Karin Kammerling Josefin Lillhage Szwecja | 1:36,61     | Inge Dekker Saskia de Jonge Chantal Groot Marleen Veldhuis Holandia               | 1:37,27  | Daniela Samulski · Daniela Götz · Meike Freitag · Annika Lurz · Niemcy                   | 1:38,50  |
| Styl zmienny       |                                                                                  |             |                                                                                   |          |                                                                                          |          |
| Mężczyźni 100 m    | Peter Mankoč Słowenia                                                            | 0:53,05     | Vytautas Janušaitis Litwa                                                         | 0:53,66  | Aleksander Hetland Norwegia                                                              | 0:53,70  |
| Kobiety 100 m      | Hanna-Maria Seppala Finlandia                                                    | 1:00,45     | Żanna Dzerkał Ukraina                                                             | 1:00,50  | Swietłana Chachłowa Białoruś                                                             | 1:00,78  |
| Mężczyźni 200 m    | László Cseh Węgry                                                                | 1:54,43     | Vytautas Janušaitis Litwa                                                         | 1:56,20  | Tamás Kerékjártó Węgry                                                                   | 1:57,12  |
| Kobiety 200 m      | Katarzyna Baranowska · Polska                                                    | 2:09,47     | Camille Muffat · Francja                                                          | 2:10,83  | Aleksandra Urbańczyk · Polska                                                            | 2:10,89  |
| Mężczyźni 400 m    | Luca Marin · Włochy                                                              | 4:01,71     | László Cseh Węgry                                                                 | 4:03,39  | Ionnis Drymonakos Grecja                                                                 | 4:05,94  |
| Kobiety 400 m      | Alessia Filippi · Włochy                                                         | 4:31,58     | Katarzyna Baranowska · Polska                                                     | 4:32,78  | Anastasia Iwanenko Rosja                                                                 | 4:33,46  |
| Sztafeta           |                                                                                  |             |                                                                                   |          |                                                                                          |          |
| Mężczyźni 4 × 50 m | Helge Meeuw · Johannes Neumann · Thomas Rupprath · Jens Schreiber · Niemcy       | 1:34,06 WR  | Tero Räty Jarno Pihlava Jere Hård Matti Rajakylä Finlandia                        | 1:34,95  | Cesare Pizzirani · Alessandro Terrin · Rudy Goldin · Filippo Magnini · Włochy            | 1:35,20  |
| Kobiety 4 × 50 m   | Janine Pietsch · Janne Schäfer · Antje Buschschulte · Daniela Samulski · Niemcy  | 1:47,55     | Therese Alshammar Rebecca Ejdervik Anna-Karin Kammerling Josefin Lillhage Szwecja | 1:48,14  | Elizabeth Simmonds · Kate Haywood · Rosalind Brett · Francesca Halsall · Wielka Brytania | 1:48,26  |